# Alcornocal (Garcirrey)
Alcornocal es una entidad de población española del municipio de Garcirrey, perteneciente a la provincia de Salamanca, en la comunidad autónoma de Castilla y León.

## Historia
Hacia mediados del siglo XIX, el lugar, por entonces referido como una alquería agregada a Garcirrey, tenía contabilizada una población de nueve habitantes. Aparece descrito en el primer volumen del Diccionario geográfico-estadístico-histórico de España y sus posesiones de Ultramar de Pascual Madoz con las siguientes palabras:

ALCORNOCAL: alq. agregada al ayunt. de Garcirey y aneja de la parr. de Cabeza de Diego Comez, en la prov. y dióc. de Salamanca (5 leg.), part. jud. de Ledesma (4): sit. en una suave altura: su terreno destinado á vaqueril es montuoso y desigual, y 600 de erial y matorrales: confina al N. con Encinasola de las Minayas, E. con Cabeza de Diego Gomez, S. con Moral de Castro, y O. con Fuentes de Sando: prod.: poco centeno, pasto y bellota de encina y roble que crian mucho ganado lanar churro, cerdoso, y vacuno: pobl. 2 vec., 9 hab.: cap. terr. prod. 208,500 rs.: imp. 10,425 rs.
(Madoz, 1845, p. 465)

En 2022, tenía empadronado un único habitante.